# فلاویو سارتا
 فلاویو سارتا (انگلیسی: Flávio Saretta؛ زاده ۲۸ ژوئن ۱۹۸۰) یک تنیس‌باز اهل برزیل است.